# Tunisia la Jocurile Olimpice
Tunisia a participat la Jocurile Olimpice începând cu Jocurile Olimpice de vară din 1960 de la Roma și de atunci a trimis o delegația la toate edițiile de vară, cu excepția ediției din 1980 de la Moscova, pe care le-a boicotat. Nu a luat parte niciodată la Jocurile Olimpice de iarnă. Codul CIO este TUN.

## Sportivi medaliați
| Medalie | Sportiv           | Ediție                | Sport    | Probă                    |
| ------- | ----------------- | --------------------- | -------- | ------------------------ |
| Argint  | Mohammed Gammoudi | Tokyo 1964            | Atletism | 10.000 m masculin        |
| Bronz   | Habib Galhia      | Tokyo 1964            | Box      | 63,5 kg                  |
| Aur     | Mohammed Gammoudi | Ciudad de México 1968 | Atletism | 5.000 m masculin         |
| Bronz   | Mohammed Gammoudi | Ciudad de México 1968 | Atletism | 10.000 masculin          |
| Argint  | Mohammed Gammoudi | München 1972          | Atletism | 5.000 m masculin         |
| Bronz   | Fethi Missaoui    | Atlanta 1996          | Box      | 63,5 kg                  |
| Aur     | Oussama Mellouli  | Beijing 2008          | Natație  | 1500 m liber masculin    |
| Bronz   | Oussama Mellouli  | Londra 2012           | Natație  | 1500 m liber masculin    |
| Argint  | Habiba Ghribi     | Londra 2012           | Atletism | 3000 m obstacole feminin |
| Aur     | Oussama Mellouli  | Londra 2012           | Natație  | Maraton 10 km masculin   |

## Medalii după Olimpiadă

### Medalii la Jocurile de vară
| Ediție                | Sportivi        | Aur             | Argint          | Bronz           | Total           | Loc             |
| Roma 1960             | 42              | 0               | 0               | 0               | 0               | –               |
| Tokyo 1964            | 9               | 0               | 1               | 1               | 2               | 29              |
| Ciudad de México 1968 | 7               | 1               | 0               | 1               | 2               | 28              |
| München 1972          | 35              | 0               | 1               | 0               | 1               | 33              |
| Montreal 1976         | 15              | 0               | 0               | 0               | 0               | –               |
| Moscova 1980          | nu a participat | nu a participat | nu a participat | nu a participat | nu a participat | nu a participat |
| Los Angeles 1984      | 23              | 0               | 0               | 0               | 0               | –               |
| Seul 1988             | 41              | 0               | 0               | 0               | 0               | –               |
| Barcelona 1992        | 13              | 0               | 0               | 0               | 0               | –               |
| Atlanta 1996          | 51              | 0               | 0               | 1               | 1               | 71              |
| Sydney 2000           | 47              | 0               | 0               | 0               | 0               | –               |
| Atena 2004            | 54              | 0               | 0               | 0               | 0               | –               |
| Beijing 2008          | 26              | 1               | 0               | 0               | 1               | 52              |
| Londra 2012           | 83              | 1               | 1               | 1               | 3               | 45              |
| Rio de Janeiro 2016   |                 |                 |                 |                 |                 |                 |
| Tokyo 2020            |                 |                 |                 |                 |                 |                 |
| Total                 | Total           | 3               | 3               | 4               | 10              |                 |